# 도련님의 로맨스
《도련님의 로맨스》(少爷与我的罗曼史)는 2020년 방송되었던 중국의 드라마이다.

## 줄거리
- 어린 시절 길을 잃은 고언석은 숲에서 우연히 소소만을 만나게 된다. 소소만은 임종을 앞둔 어머니의 소원을 들어주기 위해 언석에게 가짜로 자신과 혼인해 주면 집으로 가는 길을 알려주기로 하고 결국 두 사람은 혼례식을 올리고 헤어진다. 어느덧 시간이 흘러, 어른이 된 소소만은 다리가 불편한 동생 치료비를 벌기 위해 보석 세공의 명문 집안인 고씨 집안에 하녀로 들어가게 되고 그곳에서 장자 고언석을 만나게 되는데...

## 등장 인물
- 양즈원 - 소소만 역
- 예성자 - 고언석 역
- 조천우 (赵天宇) - 고자겸 역
- 위수신 - 정천어 역
- 류운남 (刘润南) - 여영 역
- 옹홍 (Yvonne Yung) - 여부인 역
- 장위위 (张为为) - 추향 역
- 하옥림 (何玉琳) - 노부인 역
- 황자성 (黄子星) - 소아 역
- 양가화 (杨嘉华) - 원학 역
- 송명서 (宋铭睿) - 원상 역

## 참고 사항
- 중국 현지에서 종영한지 2년만에 중화TV에서 저작권을 구입했다 국내 방송일자는 2월 27일이다
- 극중 정천어 역을 맡았던 위수신은 소주차만행 이후 9개월만에 출연하는 작품이기도 하다
- 해당 드라마 앤딩곡은 극중 소소만 역을 맡았던 양즈원이 참여 하였다